# 新傳媒春天頻道
新传媒春天频道（英语：Mediacorp Vasantham）是新加坡泰米尔语电视频道，以印度裔（非單指泰米爾語族）觀眾為主。
於2008年10月19日開播，原播放泰米爾語節目的聚點頻道改為以兒童節目及紀錄片作主力的奧多頻道。
該台收播期間會播出靜止圖像，背景音樂為Oli 96.8FM（同步轉播）。

## 主要節目

### 新聞和資訊
- Tamil Seithi：春天頻道的主要新聞，每天晚上8點30分播出。
- Anthanaal Nyabagam
- Kutra Kannkaanippu